# 長塩正家
長塩 正家（ながしお まさいえ）は、江戸時代前期の武士。江戸幕府旗本。

## 生涯
長塩家は甲斐武田家の旧臣であった家で、正家の祖父の長塩正平（主水）が武田信玄・勝頼に仕えたのち徳川家康の家臣になったという。正家は徳川家康・秀忠に仕えて大番を務め、常陸国鹿島郡にて350石を知行する。寛永10年（1633年）2月7日、武蔵国多摩・男衾・榛沢・賀美郡内にて200石を加えられ、知行高は合計550石となる。
万治元年（1658年）11月4日、60歳で没。墓所は東京都福生市熊川にある福生院にある。長塩家の墓塔である五輪塔は、福生市の史跡に指定されている。

## 系譜
旗本長塩家の祖先について、『寛永諸家系図伝』では尾張国丹羽氏の支族とし、足利義満に仕えた長塩家次（兵衛五郎）との関係も示唆されている。しかし『寛政重修諸家譜』編纂時の呈譜では藤姓足利氏の流れを汲むと主張している。

## 長塩家の知行地支配
熊川の「鍋ヶ谷戸」一帯は、正家以来、明治元年（1868年）まで長塩家の知行地であった。地域には、領主の長塩家が水不足に悩む村人たちために掘って与えたという「伝 地頭井戸」（福生市登録文化財）などの史跡が残る。